# Dungal de Bobbio
Dungal de Bobbio (?-828) fue un  monje , profesor, astrónomo y poeta irlandés. Pudo ser la misma persona conocida como "Hibernicus exul"

## Biografía

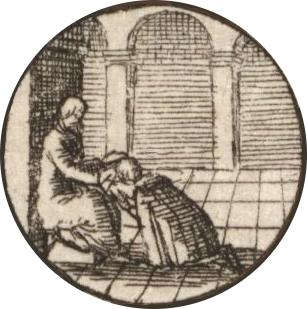

Dungal nació en Irlanda en una fecha desconocida de la segunda mitad del siglo VIII. Sus orígenes dentro de Irlanda son inciertos, pero pudo haber pasado sus años de estudiante en la escuela de Bangor (Gales). Abandonó Irlanda a principios del siglo IX, y en el 811 vivió en el monasterio de Saint Denis , cerca de París. Un escrito de Alcuino de York parece identificarlo como  obispo.
En una carta dirigida a Carlomagno, respondió a la pregunta del Emperador del porqué dos eclipses solares ocurrieron en el año 810, aprovechando su conocimiento de las enseñanzas de Macrobio, Plinio y otros autores antiguos. Esta carta demuestra un conocimiento de la astronomía mucho más allá de las ideas de su tiempo.
Dungal escribió un poema sobre la sabiduría y las siete artes liberales. En 823, Dungal fue mencionado como capitular de Lotario I. En 825 fue por decreto imperial nombrado Maestro de la Escuela en Pavía . En 827 defendió la veneración de las imágenes contra el obispo  Claudio de Turín y escribió refutando algunas de sus enseñanzas religiosas a petición del emperador Luis el Piadoso .
Dungal murió en una fecha desconocida, pero probablemente en el 828, en el monasterio de Bobbio. Le legó a la Abadía de Bobbio su valiosa biblioteca, que consta de unos 27 volúmenes, entre los cuales pudo haber estado el manuscrito Antifonario de Bangor o Antiphonarium benchorense.